# Хасехемуи
Хасехемуи (Гор-Ха-Сехемуи) (умер в 2686 или 2648 до н. э.) — последний фараон II династии Древнего Египта, завершающий эпоху Раннего царства.

## Имя
Сохранилось несколько вариантов написания хорова имени имени фараона, чаще всего помещённого в серех. Жан Веркуттер считал, что существовало 2 разных фараона: Хасем и Хасехемуи, другие египтологи считают, что это 2 имени одного фараона. Серех Хасехема увенчан соколом Гора с короной Юга. Кроме того, памятники с его именем найдены в Иераконполе. В Нижнем Египте это имя не встречается. Соответственно, фараон с таким именем правил только в Верхнем Египте. При этом гробницы Хасехема не найдено. Египтологи, поддерживающие версию об идентичности Хасехема и Хасехемуи считают, что первоначальным именем фараона было Хасехем, но после победы над Нижним Египтом он сменил своё имя на Хасехемуи.
| G5 |

| G5 |

| N28 | S42 |

| N28 | S42 |

| N28 | S42 |

| N28 | S42 |

| G5 |

| G5 |

| N28 | S42 |

| N28 | S42 |

| N28 | S42 |

| N28 | S42 |

| G5 |

| G5 |

| N28 | S42 | S42 |

| N28 | S42 | S42 |

| N28 | S42 | S42 |

| N28 | S42 | S42 |

| G5 |

| G5 |

| N28 | S42 | S42 |

| N28 | S42 | S42 |

| N28 | S42 | S42 |

| N28 | S42 | S42 |

| G16 |

| G16 |

| N28 | S42 | S42 | nbw · F32 | s · n |

| N28 | S42 | S42 | nbw · F32 | s · n |

| G16 |

| G16 |

| N28 | S42 | S42 | nbw · F32 | s · n |

| N28 | S42 | S42 | nbw · F32 | s · n |

| M23 | L2 | V10A | b | b | t · Z4 | HASH | HASH |

| M23 | L2 | V10A | b | b | t · Z4 | HASH | HASH |

| U28 | U28 | D1 | i | i |

| U28 | U28 | D1 | i | i |

| U28 | U28 | D1 | i | i |

| U28 | U28 | D1 | i | i |

| U28 | U28 | D1 | i | i |

| U28 | U28 | D1 | i | i |

| U28 | U28 | D1 | i | i |

| U28 | U28 | D1 | i | i |

| b | b | N21 | i | i |

| b | b | N21 | i | i |

| b | b | N21 | i | i |

| b | b | N21 | i | i |

| b | b | N21 | i | i |

| b | b | N21 | i | i |

| b | b | N21 | i | i |

| b | b | N21 | i | i |

## Приход к власти
Обычно считается, что Хасехемуи взошёл на престол после смерти Сехемиба (который, возможно, был одним и тем же правителем, что и Сет Перибсен). Однако царские списки насчитывают ещё одного фараона — Хасехема, правившего между Сехемибом-Перибсеном и Хасехемуи. Тем не менее, сходство имён Хасехема и Хасехемуи, а также тот факт, что гробницы Хасехема не было найдено, свидетельствуют о том, что Хасехем и Хасехемуи могли быть одним и тем же лицом.
Хасехем (букв. «Воссиявший жезлом») мог поменять своё имя на Хасехемуи (Khasekhemwy букв. «Сияющий двумя жезлами (власти)») после окончания гражданской войны внутри Египта. Другие считают, что Хасехемуи победил и сверг правившего фараона Сета Перибсена, возвращаясь из победоносного похода в Нубию.

## Внешняя политика
Хасехемуи отличился в нескольких походах и оставил ряд монументов, которые свидетельствуют о победе над восставшим Севером — Нижним Египтом. Хасехемуи жестоко подавил восстание в Дельте: судя надписям на подножиях его двух статуй, которые он посвятил построенному им храму, было убито 48205 человек, а ещё 47209 — уведено в плен. На двух каменных сосудах он представил богиню Верхнего Египта Нехебт, вручающую ему, украшенному верхнеегипетской короной, знак соединения обеих земель. Тут же помещена надпись: «в год поражения Нижнего Египта».
Хасехемуи вновь объединил Верхний и Нижний Египет, и на этот раз Египет впервые был по-настоящему консолидирован в единое государство. Само имя Хасехемуи означает «Воссиявший Двумя Жезлами (власти)» и, по-видимому, свидетельствует о примирении Севера и Юга. Поэтому серех фараона Хасехемуи увенчан символами покровителей обеих земель, и Гора, и Сета, и он стал называть себя: «тем, в ком умиротворились оба бога». Ни до, ни после этого фараона такое сочетание никогда не употреблялось. Сет был вычеркнут из царственного сереха сразу же после смерти фараона. Некоторые египтологи[кто?] предлагают считать именно Хасехемуи, а не Менеса, Нармера или Царя Скорпиона, истинным объединителем Древнего Египта.

## Внутренняя политика
При Хасехемуи наблюдалось определённое развитие металлургии — Палермский камень содержит сообщение об изготовлении медной статуи «Высок Хасехемуи».
Хасехемуи соорудил две крепости — в Нехене и в Абидосе (Шунет-эз-Зебиб). Сосуд с именем Хасехемуи обнаружен в Библе (ег. Кебен), что указывает на существование в то время торговых связей между Египтом и Финикией. От воздвигнутого Хасехемуи храма в Иераконполе сохранился лишь гранитный дверной косяк.

## Гробница
Хасехемуи похоронен в Абидосе на местном некрополе Умм-эль-Кааб. В сооружении своей гробницы Хасехемуи использовал не только кирпичи, высушенные на солнце, но и каменные блоки. Его гробница имела 58 отдельных комнат, расположенных вокруг центрального погребального покоя из камня. Это древнейшая из ныне известных каменных построек. Вероятно, Хасехемуи был последним фараоном из II династии, так как есть данные, что его жена, великая царица Нимаатхеп, была матерью основоположника III династии Джосера.
Хасехемуи, по всей видимости, идентичен названному в Абидосском списке фараону Джаджаи. Манефон называет его Хенерисом и отводит ему 30 лет правления.